# Arista Records
La Arista Records è un'etichetta discografica fondata nel 1974 da Clive Davis inizialmente col nome di Bell Records, per poi cambiare nel nome attuale nel 1975. Alla fine degli anni settanta è stata acquisita dalla Ariola Records e oggi appartiene al gruppo Sony Music.

## Storia

Logo usato dal 1983 al 2011

Ha avuto un forte incremento econonomico e di popolarità negli anni ottanta grazie a Whitney Houston, infatti rimane l'artista musicale di maggior successo dell'etichetta discografica, con oltre 220 milioni di dischi venduti in tutto il mondo.
L'etichetta è stata distribuita in Italia da EMI fino al 1978 e da allora fino al 1985 dalla CGD.
Dall'inizio del 1986 la distribuzione è stata curata dalla RCA Italiana (successivamente ridenominata BMG Ariola, BMG Ricordi, Sony BMG Music Italy).
La stessa Arista ha assorbito negli anni numerose altre etichette: Northwestside Records, Deconstruction Records, First Avenue Records e Dedicated Records. Ha inoltre iniziato una joint-venture con Antonio Reid, chiamata LaFace Records, che ha poi acquisito del tutto nel 1999; e un'altra joint-venture con P. Diddy (chiamata Bad Boy Records). Nell'agosto del 2005 ha assorbito la J Records.
Nel 2011 l'etichetta è confluita, con la J Records e la Jive Records, nella RCA Records, cessando effettivamente di esistere, per poi essere rifondata nel 2018 con presidente David Massey.

## Elenco parziale di artisti
- Ace of Base
- Adema
- Air Supply
- Alicia Keys
- Anderson Bruford Wakeman Howe
- Annie Lennox
- Anthony Braxton
- Aretha Franklin
- Avril Lavigne
- Babylon A.D.
- Barry Manilow
- Carrie Underwood
- Crystalcherry
- Dani Faiv
- Dido
- Dionne Warwick
- DripReport
- Eric Carmen
- Exposé
- Grateful Dead
- Kenny G
- Krokus
- The Alan Parsons Project
- The Kinks
- Milli Vanilli
- Monica Arnold
- Måneskin
- Nitro
- OutKast
- Otlaws
- Patti Smith
- Pink
- Prince
- Ray Parker Jr.
- Raydio
- Run DMC
- Sarah McLachlan
- Diddy
- Thasup
- Thompson Twins
- TLC
- Toni Braxton
- Whitney Houston
- Young Miles